# Petrokimia-stadion
Het Petrokimia-stadion (ook Tri Dharma-stadion) is een multifunctioneel (voetbal)stadion in Gresik, Midden-Java, Indonesië. Het stadion wordt vooral gebruikt voor voetbalwedstrijden.
Het stadion heeft een capaciteit van 25.000.